# Papinec
Papinec falu Horvátországban, Varasd megyében. Közigazgatásilag  Zamlacsszentvidhez tartozik.

## Fekvése
Varasdtól 6 km-re délnyugatra, községközpontja Vidovec mellett keletre a 35-ös főút mellett a Drávamenti-síkságon fekszik. A község legkisebb települése.

## Története
A falunak 1857-ben 99, 1910-ben 172 lakosa volt. A falu 1920-ig Varasd vármegye Varasdi járásához tartozott, majd a Szerb-Horvát Királyság része lett.  2001-ben a falunak 30 háza és 114 lakosa volt. 

## Külső hivatkozások
- Vidovec község hivatalos oldala
- A vidoveci plébánia honlapja